# Лаврушинский переулок
Лавру́шинский переу́лок (в XVI и XVII веках — Попко́ва улица, Лавро́ва улица) — пешеходный переулок в районе Якиманка Центрального административного округа города Москвы. Проходит от Кадашёвской набережной до Большого Толмачёвского переулка. Нумерация домов от Кадашёвской набережной. Чётную сторону переулка занимает Государственная Третьяковская галерея.

## Происхождение названия
Назван в XVIII веке по имени домовладелицы Лаврушиной.

## История
Село Кадашёво, известное по письменным источникам 1504 года (духовная грамота Ивана III), к началу Смутного времени выросло в крупнейшую слободу Замоскворечья. С 1613 года здесь возникают ткацкие («хамовные») производства; в 1622—1623 царские грамоты закрепили особенное, привилегированное положение кадашёвских ткачей. Хамовный двор, стоявший в начале современного Старомонетного переулка, отрезал Кадаши от Полянки и Якиманки, способствуя консервации слободского уклада жизни в Кадашах. Интересно, что переулки слободы, в том числе Лаврушинский, проложены не с севера на юг (вдоль современной Ордынки и Полянки), а на юг-юго-восток: именно в этом направлении проходили большие дороги в Серпухов, Коломну и далее в Орду XIII—XVI веков. Современное направление главных улиц района сложилось только после разрушений Смуты, в первой половине XVII века, а слободские переулки сохранили изначальное начертание.
Вплоть до 1770-х годов Лаврушинский переулок был тупиковым: он не доходил до Большого Толмачёвского переулка около сотни метров. В начале 1770-х (не ранее 1768) переулок пробили до Большого Толмачёвского, и на перекрёстке к 1777 году была выстроена усадьба Демидовых (перестроена в 1814 после пожара 1812 года).

## Примечательные здания и сооружения
- Государственная Третьяковская галерея
- д. 4, дом Гусятниковых
- д. 3/8, приют им. П. М. Третьякова
- Палаты во дворе д. 17
- д. 17, «Дом писателей»

### На нечётной стороне
- № 1/14 — представительство Европейской комиссии в Москве.
- № 3/8 — Приют для вдов и сирот русских художников имени П. М. Третьякова (1910—1912, архитектор Н. С. Курдюков, инженер Н. Егоров). Выстроен двухэтажным, в 1930-х годах надстроен до 4-х этажей. Здесь жили семьи художников В. И. Россинского, Н. А. Клодта, К. К. Первухина, К. А. Савицкого, А. К. Саврасова и других художников[5].
- № 5а — бывший детский сад № 883 кондитерской фабрики «Красный Октябрь» (1930).
- № 11, корпус 1 — жилой комплекс «Кадаши» (2007).
  - № 11, корпус 2 — палаты 2-й половины XVII—XVIII вв.[6]
- № 15 — бывшая художественная школа при Суриковском институте (1936, архитектор К. И. Джус-Даниленко), здесь долгое время располагался факультет графики МГАХИ им. В. И. Сурикова.
- № 17 — «Дом писателей» (1937, 1948—1950, архитектор И. Н. Николаев)[7] В доме имели квартиры писатели М. Алигер, А. Барто, Д. Бергельсон, В. Билль-Белоцерковский, М. Бубеннов, П. Вершигора, Н. Вирта, Вс. Вишневский, Ф. Гладков, Н. Грибачёв, И. Ильф, В. Каверин, Э. Казакевич, Л. Кассиль, В. Катаев, С. Кирсанов, Ф. Кнорре, Н. Луговской, А. Макаренко, Л. Никулин, П. Нилин, Ю. Олеша, Л. Ошанин, Б. Пастернак, К. Паустовский, Е. Петров, Н. Погодин, М. Пришвин, И. Сельвинский, В. Соколов, С. Станде, К. Федин, В. Чивилихин, В. Шкловский, С. Щипачёв, И. Эренбург, А. Яшин, литературные критики О. Литовский, Ю. Юзовский, литературовед Д. Д. Благой, певица Л. Русланова и другие[8][9][10][11].
  - во дворе писательского дома расположены палаты XVII—XVIII веков, которых сейчас находится Музей Московских стрельцов «Стрелецкие палаты»[12].

### На чётной стороне
- № 4 — дом Гусятниковых, 1822; палаты во дворе XVII века.
- № 6 — жилой дом XVIII века.
- № 8 — депозитарий Третьяковской галереи.
- № 10 — старое здание Третьяковской галереи.
- № 12 — Инженерный корпус Третьяковской галереи.

## Общественный транспорт
- Станции метро  Третьяковская,  Полянка
- Автобус м5 (по улице Большая Ордынка)